# 哈奇馬斯區
哈奇馬斯區（阿塞拜疆語：‎）是阿塞拜疆的一個區，位於該國東北部，北為俄羅斯達吉斯坦共和國，東臨裡海。面積1,063平方公里，人口150,800人。首府哈奇馬斯。
1930年設區。